# Nilgirianthus
Nilgirianthus là chi thực vật có hoa trong họ Acanthaceae.